# 比利·剛恩
比利·剛恩（英語：Billy Gunn，1963年11月11日—），本名蒙提·基普·梭普（英語：Monty Kip Sopp），目前受聘於AEW，曾是世界摔角娛樂（WWE）旗下職業摔角選手，並曾在世界摔角娛樂節目WWE Raw及WWE SmackDown中亮相。
在比利·剛恩的摔角事業中，比利曾是兩次WWF硬蕊冠軍、一次WWF洲際冠軍、一次WWE雙打冠軍（與洛德·道格一次）、十次世界雙打冠軍（與洛德·道格五次、與巴特·剛恩三次、與查克·帕隆博兩次）及一次擂台之王冠軍（1999年）。